# Wilhelm von Tschischwitz
Wilhelm Karl Ludwig Friedrich von Tschischwitz (* 25. September 1831 in Brieg, Landkreis Brieg, Provinz Schlesien; † 19. Juli 1911 in Hirschberg) war ein preußischer Generalleutnant.

## Leben

### Herkunft
Wilhelm war der Sohn des preußischen Majors Johann Wilhelm Karl von Tschischwitz und dessen Ehefrau Karoline "Lina", geborene Drewitz. Seine beiden Brüder Fedor (* 1833) und Ludwig (* 1840), Vater von Erich von Tschischwitz, dienten beide zuletzt als Oberstleutnant in der Preußischen Armee.

### Militärkarriere
Tschischwitz besuchte das Katholische Gymnasium in Glatz sowie die Kadettenhäuser in Wahlstatt und Berlin. Anschließend wurde er am 26. April 1851 als Sekondeleutnant dem 23. Infanterie-Regiment der Preußischen Armee überweisen. Von Februar bis Anfang November 1855 war er als Adjutant des II. Bataillons im 23. Landwehr-Regiment in Groß-Strelitz kommandiert und fungierte anschließend bis Ende Juli 1861 als Regimentsadjutant. Während einer Kommandierung zur Spezialaufnahme der Festung Neiße stieg Tschischwitz Mitte Dezember 1862 zum Hauptmann und Kompaniechef auf. In dieser Eigenschaft nahm er 1866 während des Krieges gegen Österreich an der Schlacht bei Königgrätz teil und wurde dafür mit dem Roten Adlerorden IV. Klasse mit Schwertern ausgezeichnet.
Als Major und Bataillonskommandeur nahm Tschischwitz 1870/71 während des Krieges gegen Frankreich an der Einschließung und Belagerung von Paris sowie dem Gefecht bei Chevilly teil. Er wurde mit dem Eisernen Kreuz II. Klasse ausgezeichnet und nach dem Friedensschluss im März 1876 als Bataillonskommandeur in das 1. Schlesische Grenadier-Regiment Nr. 10 versetzt. Kurz darauf stieg Tschischwitz zum Oberstleutnant auf und am 2. März 1880 beauftragte man ihn zunächst mit der Führung des 4. Rheinischen Infanterie-Regiments Nr. 30. Nachdem man ihn am 18. September 1880 zum Oberst befördert hatte, wurde er am 12. März 1881 zum Regimentskommandeur ernannt. In gleicher Eigenschaft wurde Tschischwitz am 15. Mai 1883 in das 1. Niederschlesische Infanterie-Regiment Nr. 46 versetzt. Unter Beförderung zum Generalmajor wurde er am 15. Mai 1886 Kommandeur der 10. Infanterie-Brigade in Frankfurt (Oder). Am 2. August 1888 stellte man Tschischwitz unter Verleihung des Charakters als Generalleutnant mit der gesetzlichen Pension zur Disposition.
Er war Inhaber des Roten Adlerordens II. Klasse mit Eichenlaub und Schwertern am Ringe sowie des Kronenordens II. Klasse mit Stern. 

### Familie
Tschischwitz war mit Josephine Hellwig verheiratet. Aus der Ehe gingen mehrere Kinder hervor.